# Cap sur Saint-Malo : le pirate
Cap sur Saint-Malo : le pirate (Les Aventures de Vick et Vicky : Cap sur Saint-Malo : le pirate, Bruno Bertin et Jean-Charles Gaudin, 2018, France) est le vingt-troisième album de bande dessinée des Aventures de Vick et Vicky.

## Synopsis
Vick passe ses vacances de la Toussaint au camping de son oncle Victor, à côté de Saint-Malo. Avec ses amis scouts, il fait la connaissance d'Océane, une jeune fille en vacances chez sa grand-mère, laquelle possède une vieille demeure. Océane va confier à ses amis que depuis son arrivée chez sa grand-mère, un fantôme de pirate lui apparaît régulièrement. Elle a l'impression qu'il veut lui montrer quelque chose… Vick, Vicky, Marine, Marc et Angélino vont aider la jeune fille à découvrir l'histoire  de ce fantôme.

## Personnages
Héros principaux
- Vick : tantôt de bonne ou de mauvaise humeur, c'est le héros de la série et le chef de la bande. Il habite Rennes.
- Vicky : chien de Vick, désigné mascotte de la patrouille des Loups Blancs, Vicky est un personnage important dans les aventures. Il aide régulièrement les enfants à se sortir de situations difficiles.

Scouts de la patrouille des Loups Blancs
- Marine : fille aux allures de garçon manqué, elle a du caractère, est curieuse et réfléchie, elle s'intéresse à l'archéologie.
- Marc : garçon intelligent, curieux, bon caractère, amical, gourmand, il aime rigoler.
- Angelino : garçon rêveur, paresseux, endormi, gourmand. Il n'aime pas l'effort.

Personnages de l'histoire
- Victor Le Gallo : oncle et parrain de Vick, il habite Saint-Coulomb dans le hameau de La Guimorais. Il cultive des artichauts et gère un camping. Les lecteurs l'ont déjà vu dans l'épisode Le Trésor des Chevrets.
- Océane Le Merec : jeune fille en vacances chez sa grand-mère à Saint-Malo.
- La grand-mère Le Merec : grand-mère d'Océane, voisine de Victor Le Gallo. Elle habite dans une malouinière, une vieille demeure familiale.
- Peter Geofrey : Anglais venu à Saint-Malo vers 1750. Il aurait côtoyé pirates et corsaires pendant quelques années en travaillant sur plusieurs  embarcations.

## Lieux visités
À l’occasion de la 23e aventure de Vick et Vicky, Cap sur Saint-Malo, Bruno Bertin a décidé de revenir au port d'attache, là où tout a commencé. Les personnages reviennent au camping des Chevrets, à Saint-Coulomb et à Saint-Malo. « Je trouvais que le 40e anniversaire de la Route du Rhum était un bon moment pour retrouver Saint-Malo ». L'histoire se passe durant les préparatifs de la grande course océanique. L'Étoile du Roy apparaît au travers des 50 pages de l’album et sa proue figure au premier plan de la couverture de la bande dessinée. On peut voir aussi la flèche du clocher de la Cathédrale Saint-Vincent de Saint-Malo. L'album se termine à la pointe de la pie et la dernière case montre le château de Fort la Latte, cadre de la treizième aventure de Vick et Vicky.

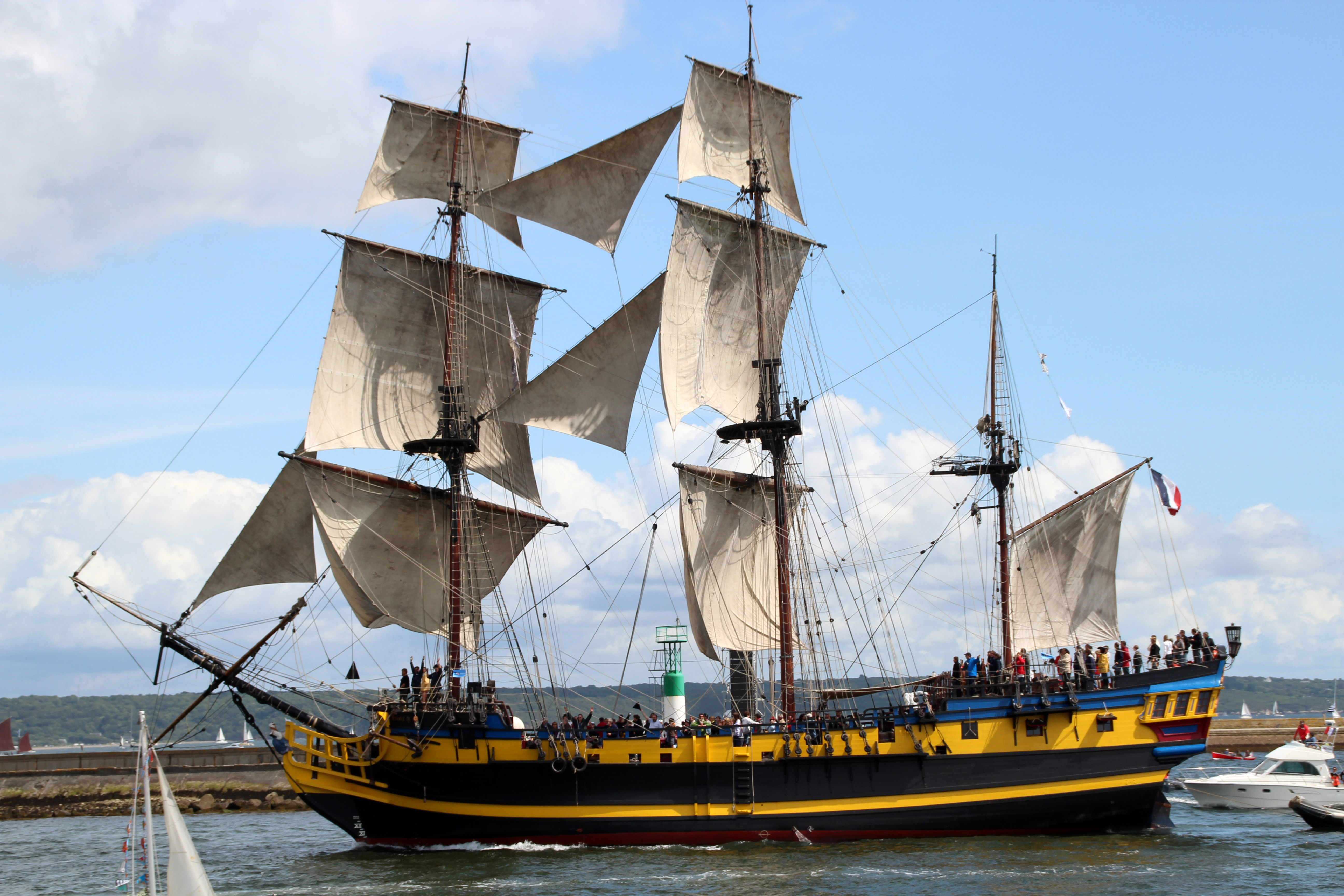
L'Étoile du Roy en 2012
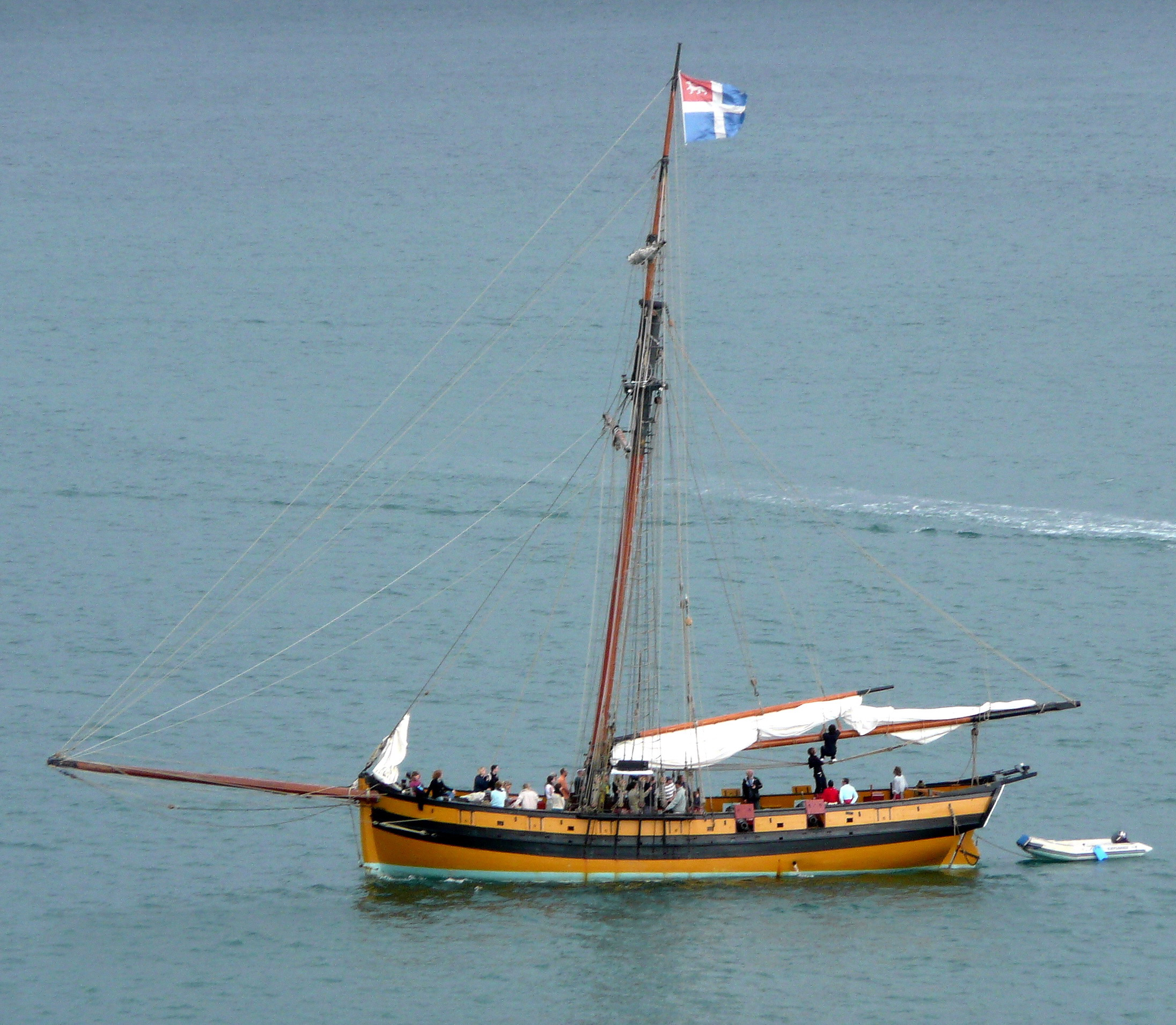
Le Renard réplique du bateau du corsaire Surcouf à Saint Malo.
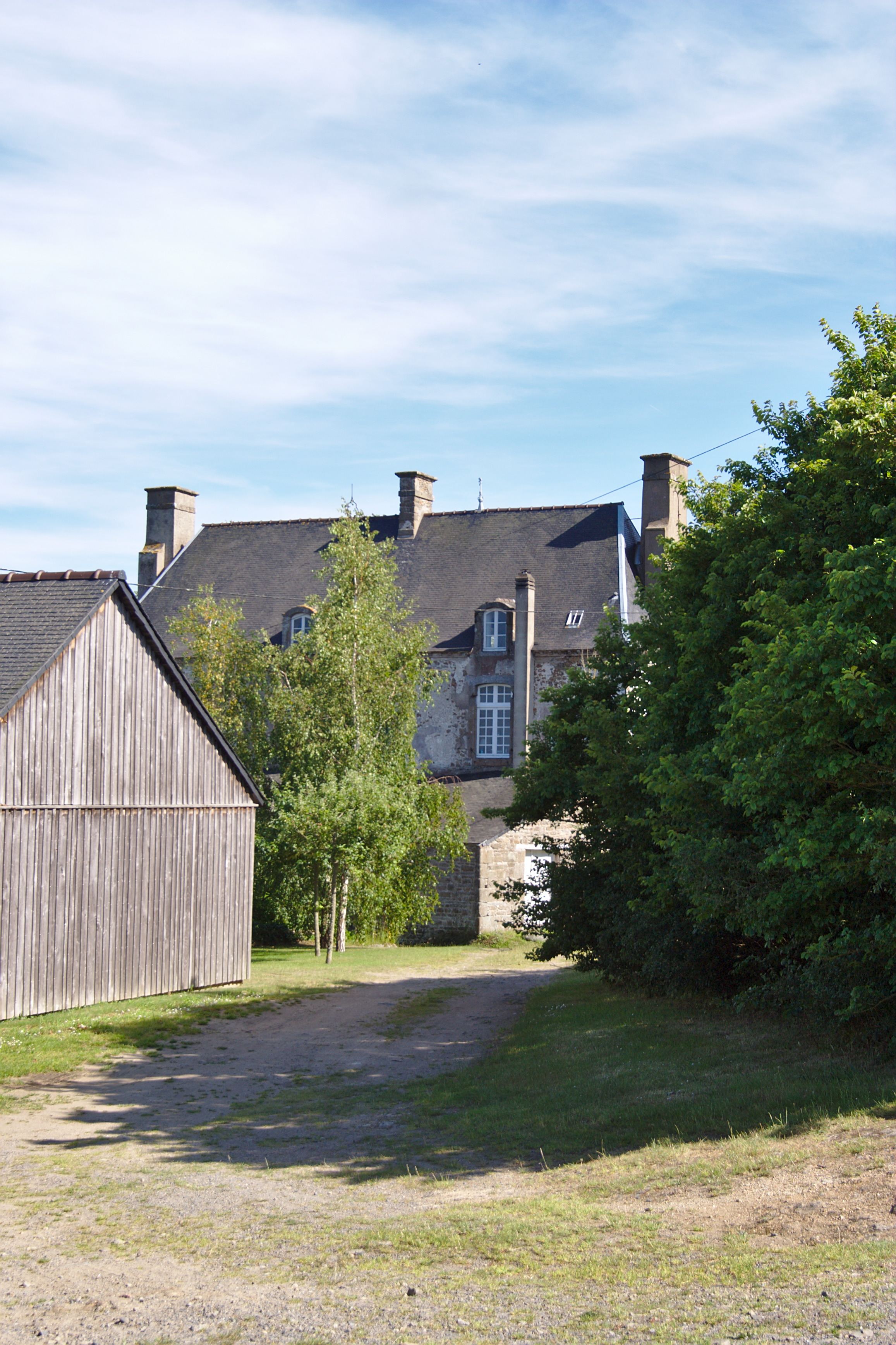
Malouinière des Courtils-Launay à Saint-Coulomb.
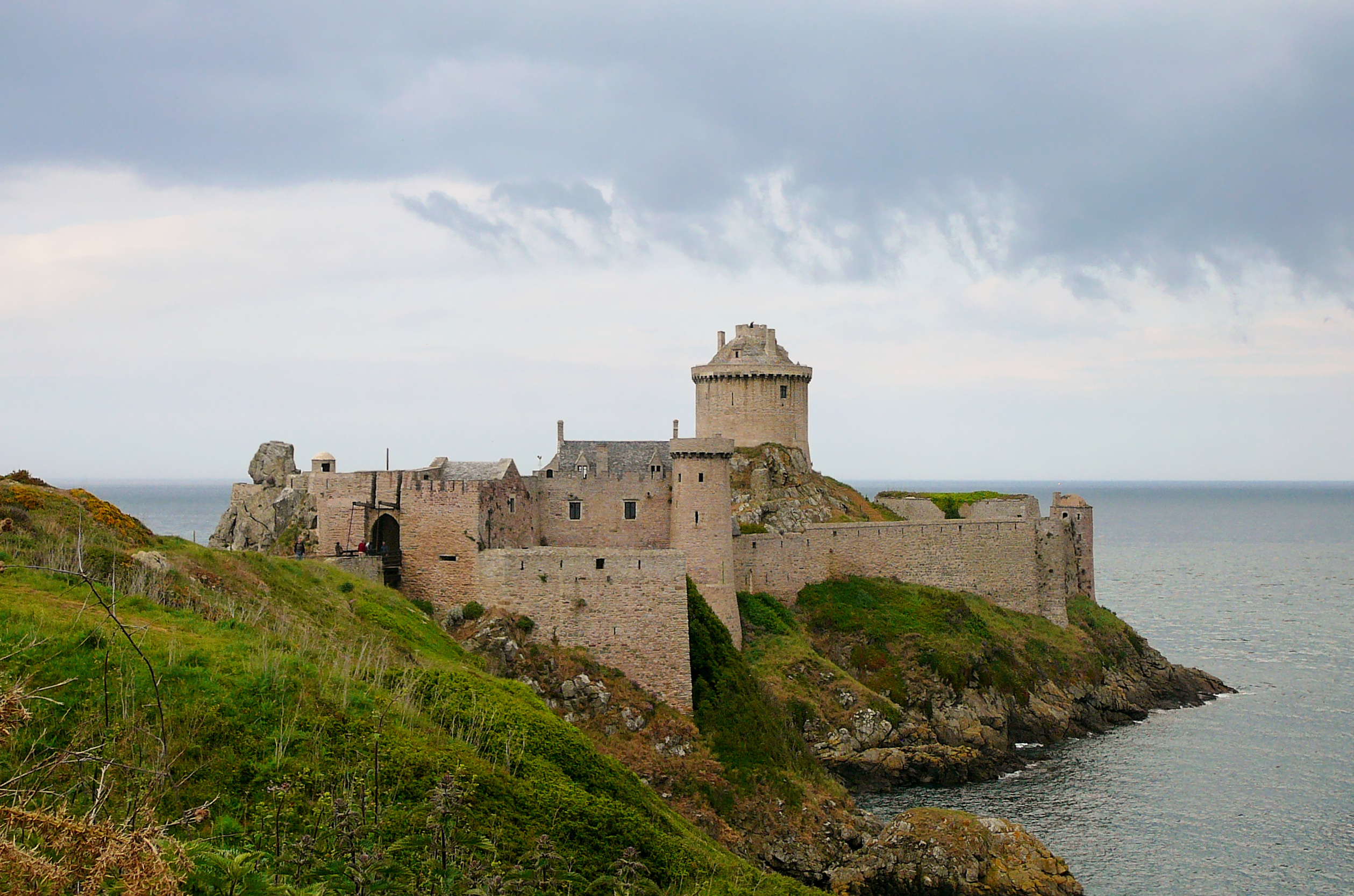
Le Fort la Latte

## Autour de l'œuvre
L'album a été écrit en complicité avec Jean-Charles Gaudin, auteur de Marlysa et de la série Les Arcanes du Midi-Minuit, Il était une fois… la Vie. Le scénariste explique dans un avant-propos : « Dans Vick et Vicky nous retrouvons tous les ingrédients qui ont fait les grands succès de la BD avec leurs lots de personnages attachants, d'animal de compagnie incontournable et leurs intrigues à la fois mystérieuses et fantastiques. » 
L'intrigue de l'album est surnaturelle, les scouts ne portent à aucun moment leurs uniformes et, fait notable, il n'y a pas de méchants.
Marc Ratal (pseudonyme de Paul Verbeeck, né le 30/08/1922 et décédé le 24/01/2018) est un dessinateur belge de bandes dessinées qui a marqué dans son enfance le dessinateur Bruno Bertin. Puisqu'il est décédé quelques mois avant la parution de l'album, Bruno Bertin a souhaité lui dédier sa bande dessinée. L'histoire se passe durant un festival de bandes dessinées, « Au jardin des bulles », qui met à l'honneur Marc Ratal et sa série « Puck Reporter » (page 27). 
La première case de l'album montre un bus qui dépose les enfants au camping des Chevrets. Les personnages se retrouvent ainsi sur les lieux de leur toute première aventure : Le Trésor des Chevrets. Le bus est immatriculé Neymo (pseudonyme de Bruno Bertin) et affiche une publicité pour la bande dessinée L'Élu de la série Zoo dingo illustrée par Beno. On retrouve l'oncle de Vick, Victor Le Gallo, un agriculteur qui gère aussi le camping.
Page 25, on peut voir une vedette de sauvetage SNS 072 : il s'agit du Pourquoi pas ? II (SNS 072). Il fait partie des 41 canots tout temps que possède la SNSM à Saint-Malo. Il a été construit en 1991 par les chantiers Bernard (Locmiquelic 56).
Page 26, un bateau a pour nom Le Marlysa. Il s'agit d'un clin d'œil à la série de bandes dessinées de Jean-Charles Gaudin. 
L'album se termine par des pages documentaires sur l'histoire de Saint-Malo, les corsaires, René Duguay-Trouin, Robert Surcouf et l'Étoile du Roy.

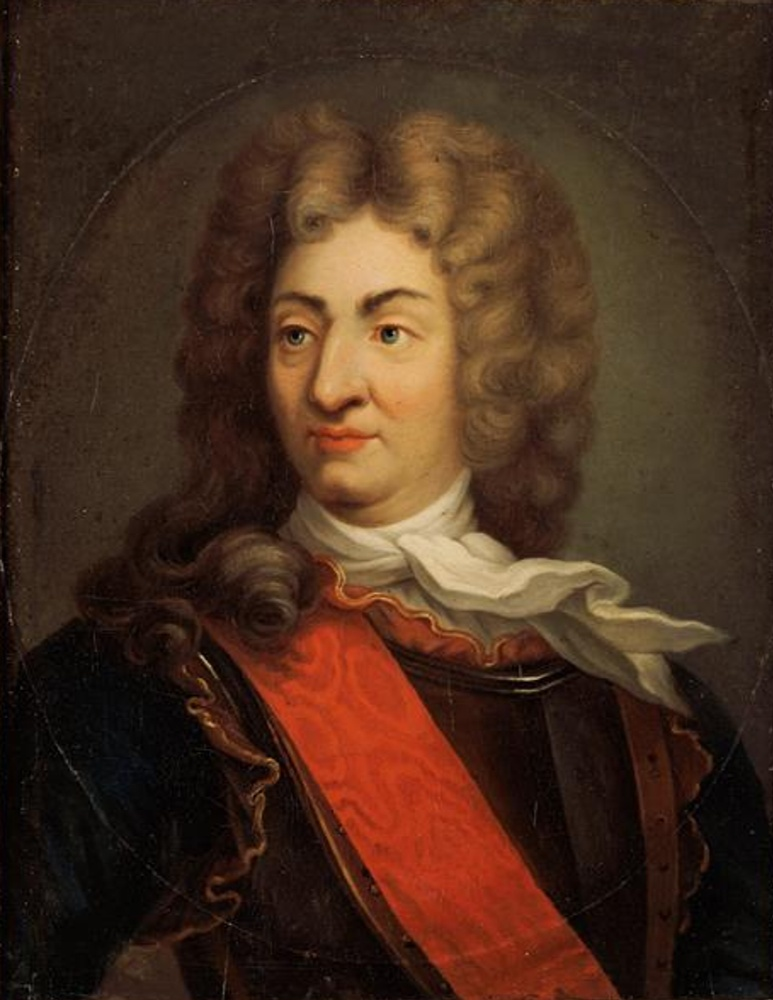
René Duguay-Trouin par Antoine Graincourt, XVIIIe siècle.
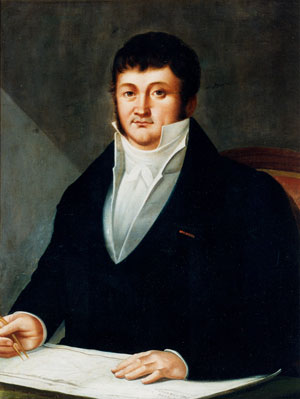
Portrait de Robert Surcouf
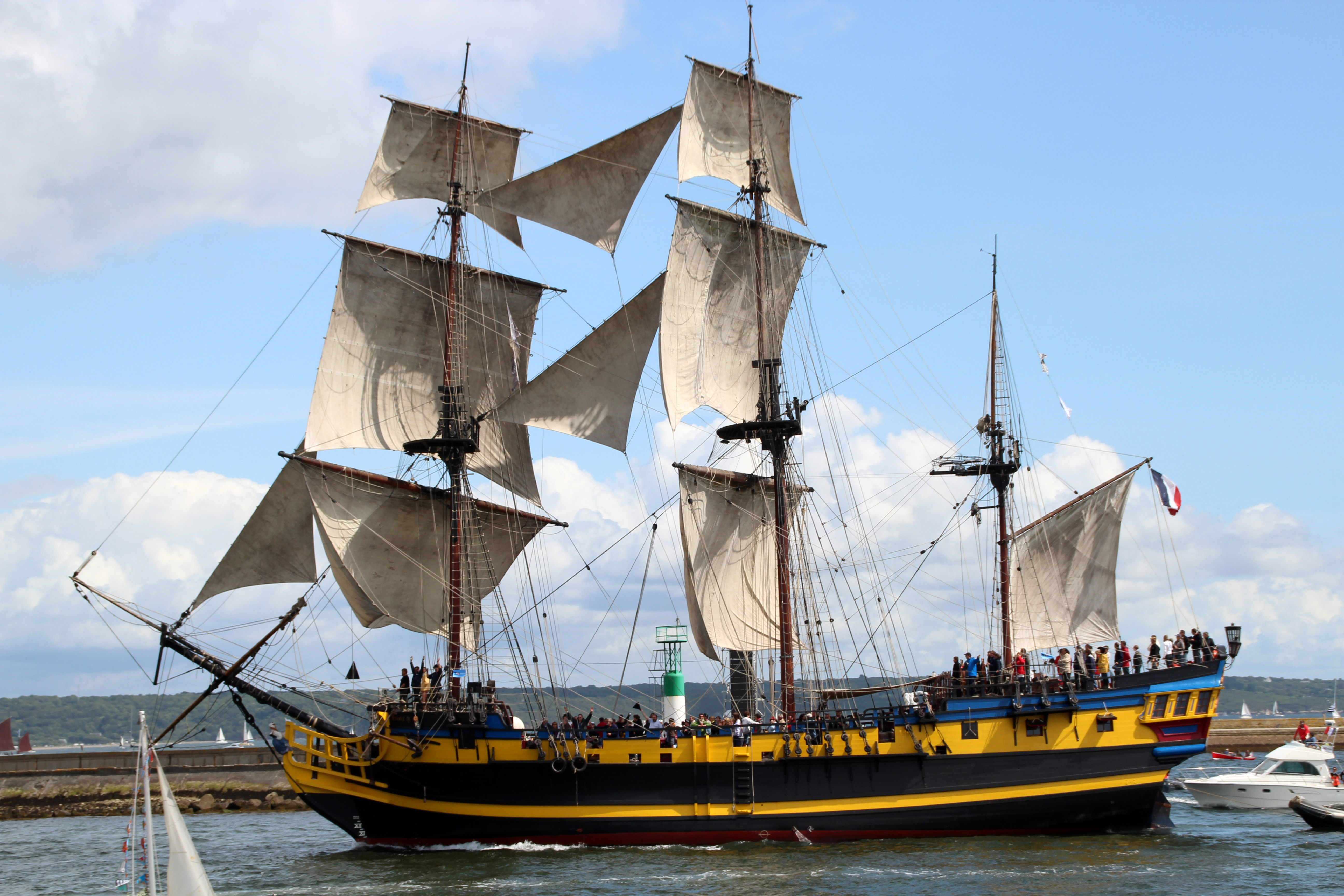
L'Étoile du Roy en 2012